# Globba sessiliflora
Globba sessiliflora är en enhjärtbladig växtart som beskrevs av John Sims. Globba sessiliflora ingår i släktet Globba och familjen Zingiberaceae. IUCN kategoriserar arten globalt som livskraftig. Inga underarter finns listade i Catalogue of Life.

## Bildgalleri

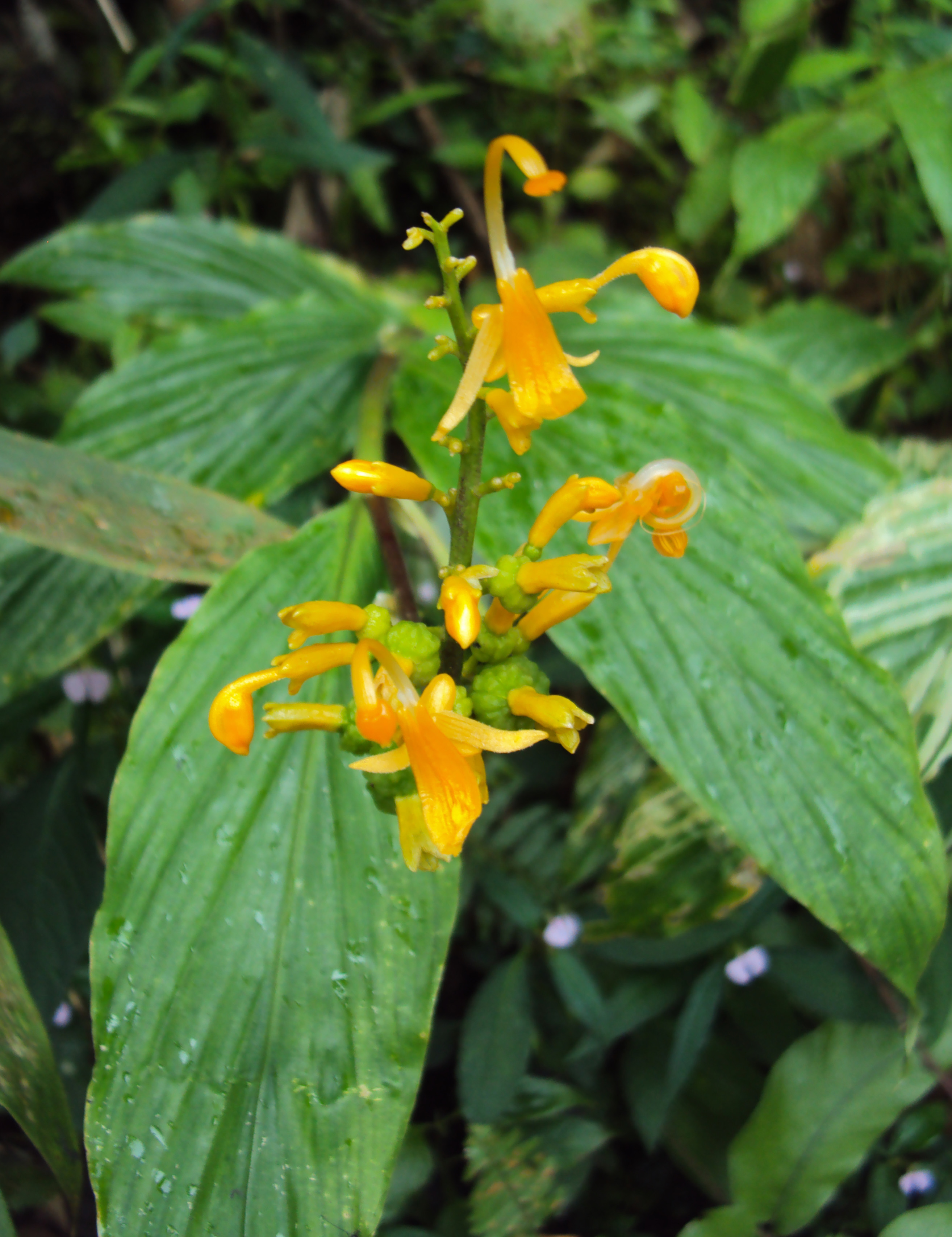
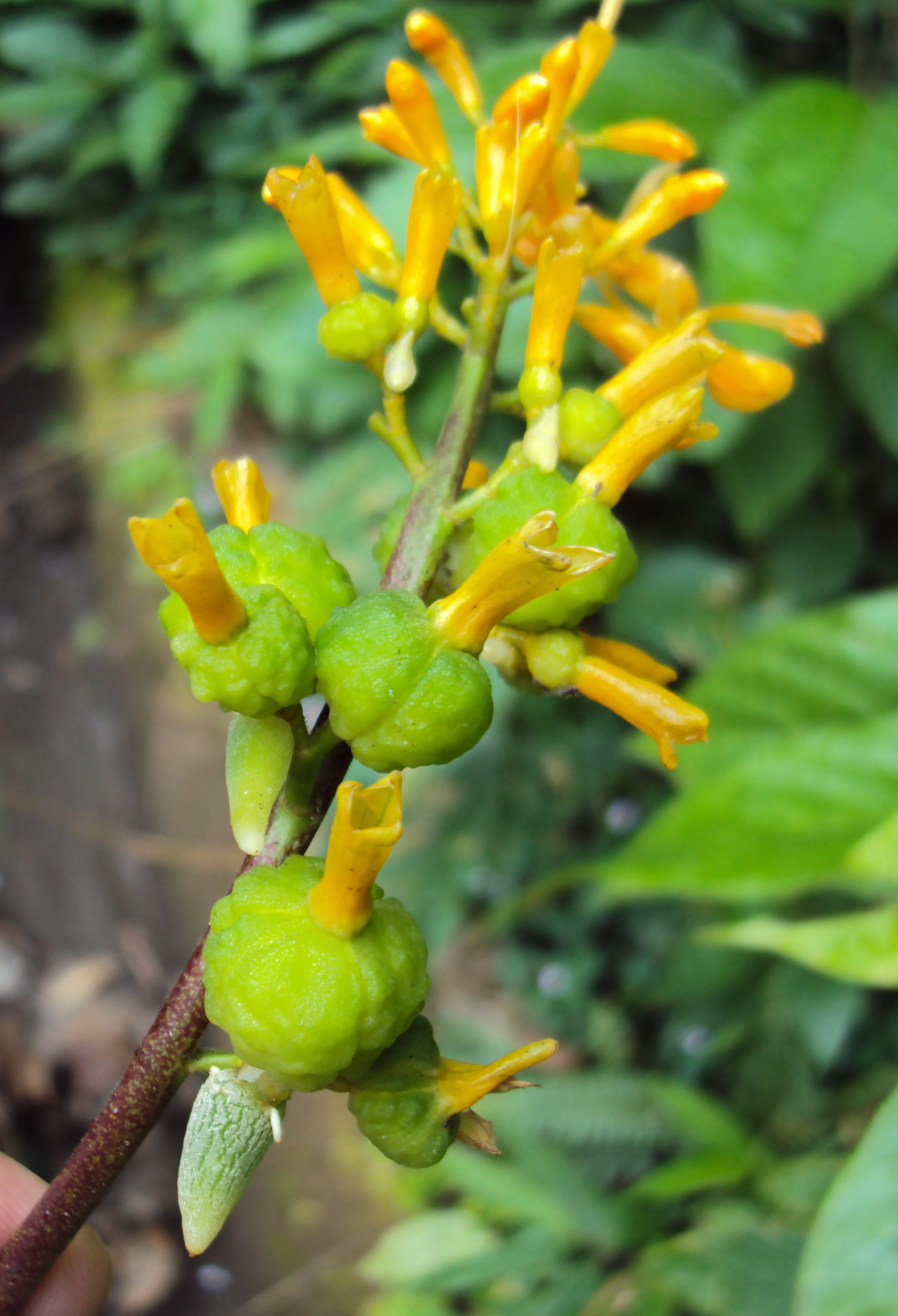
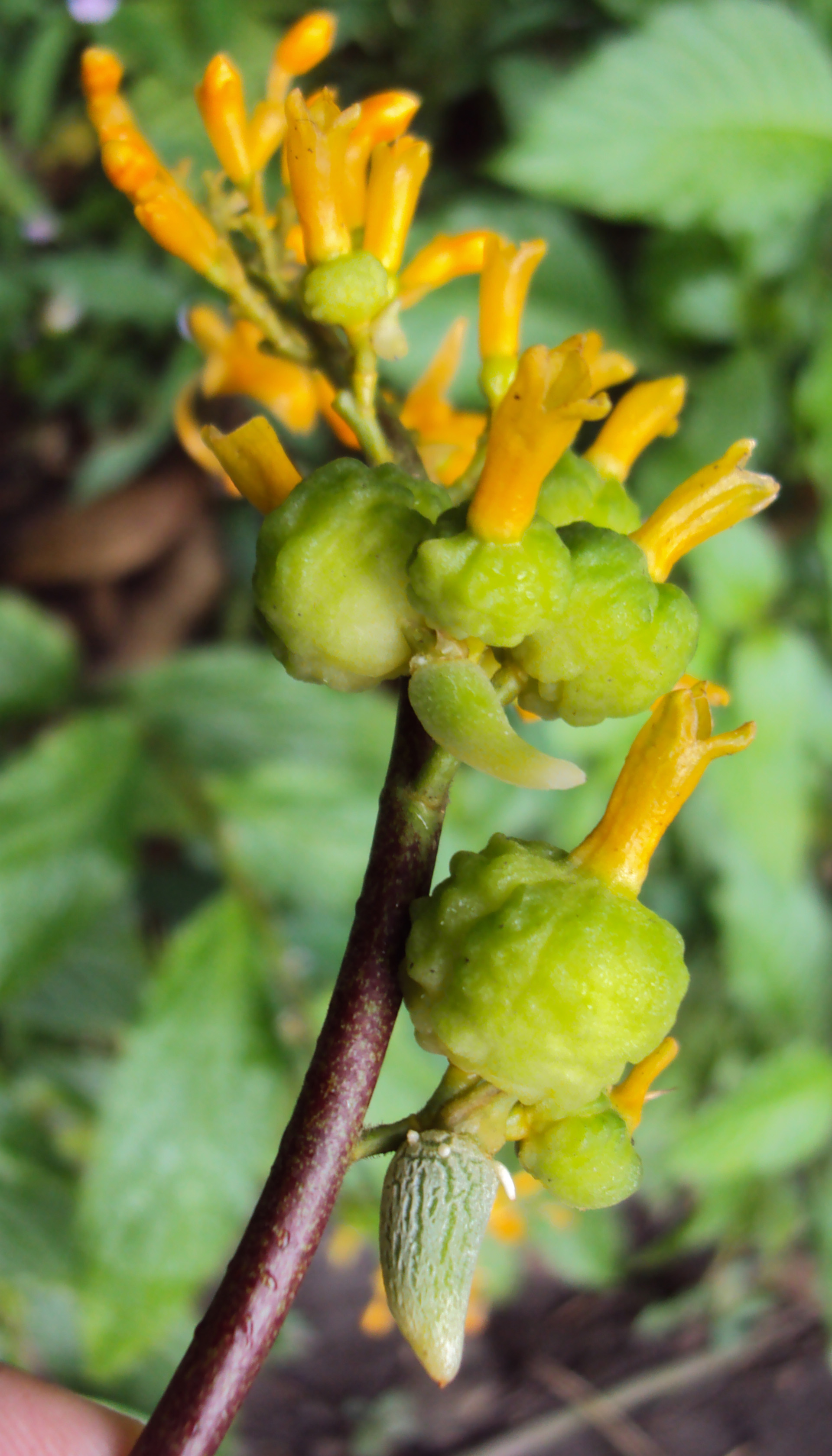
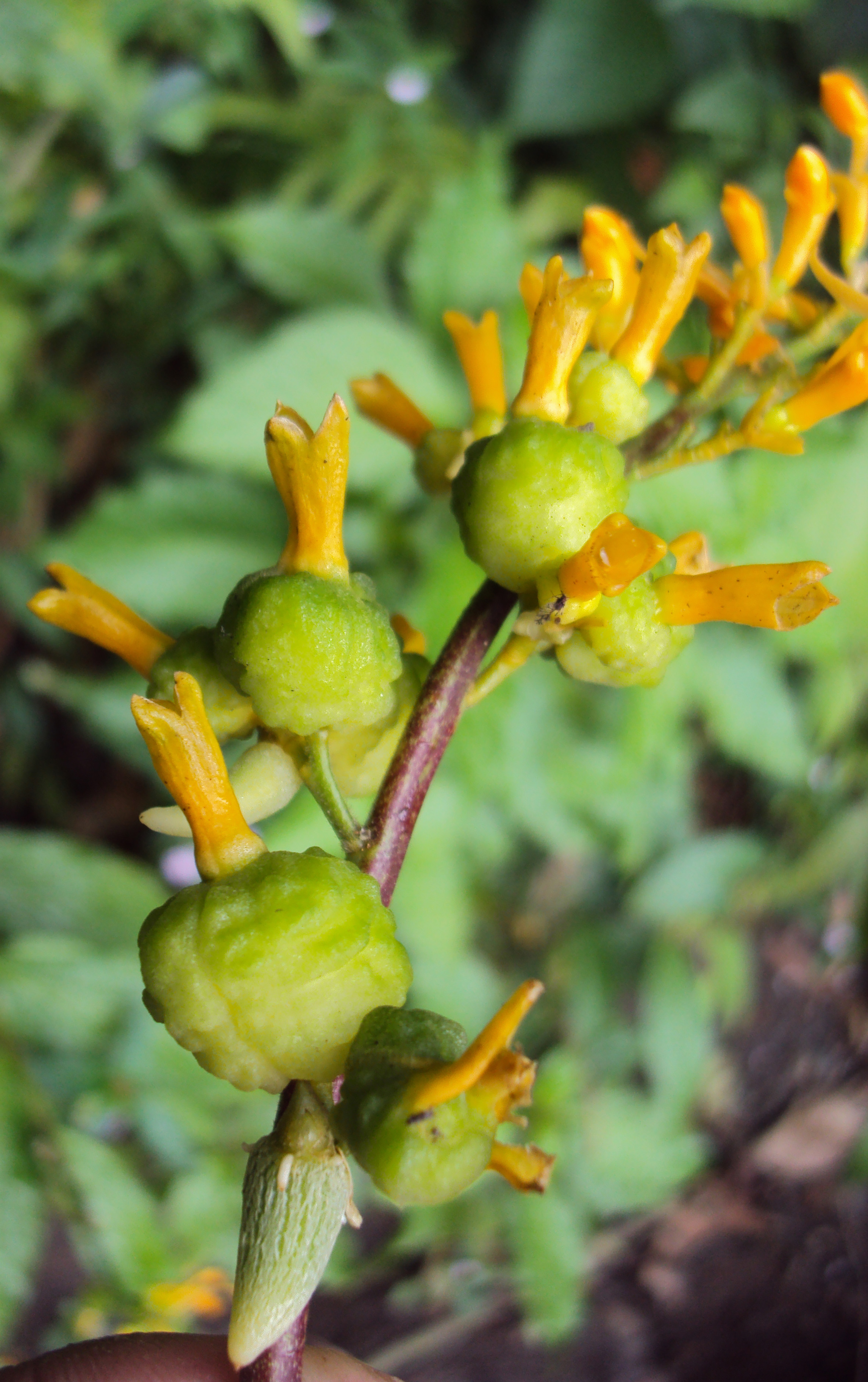
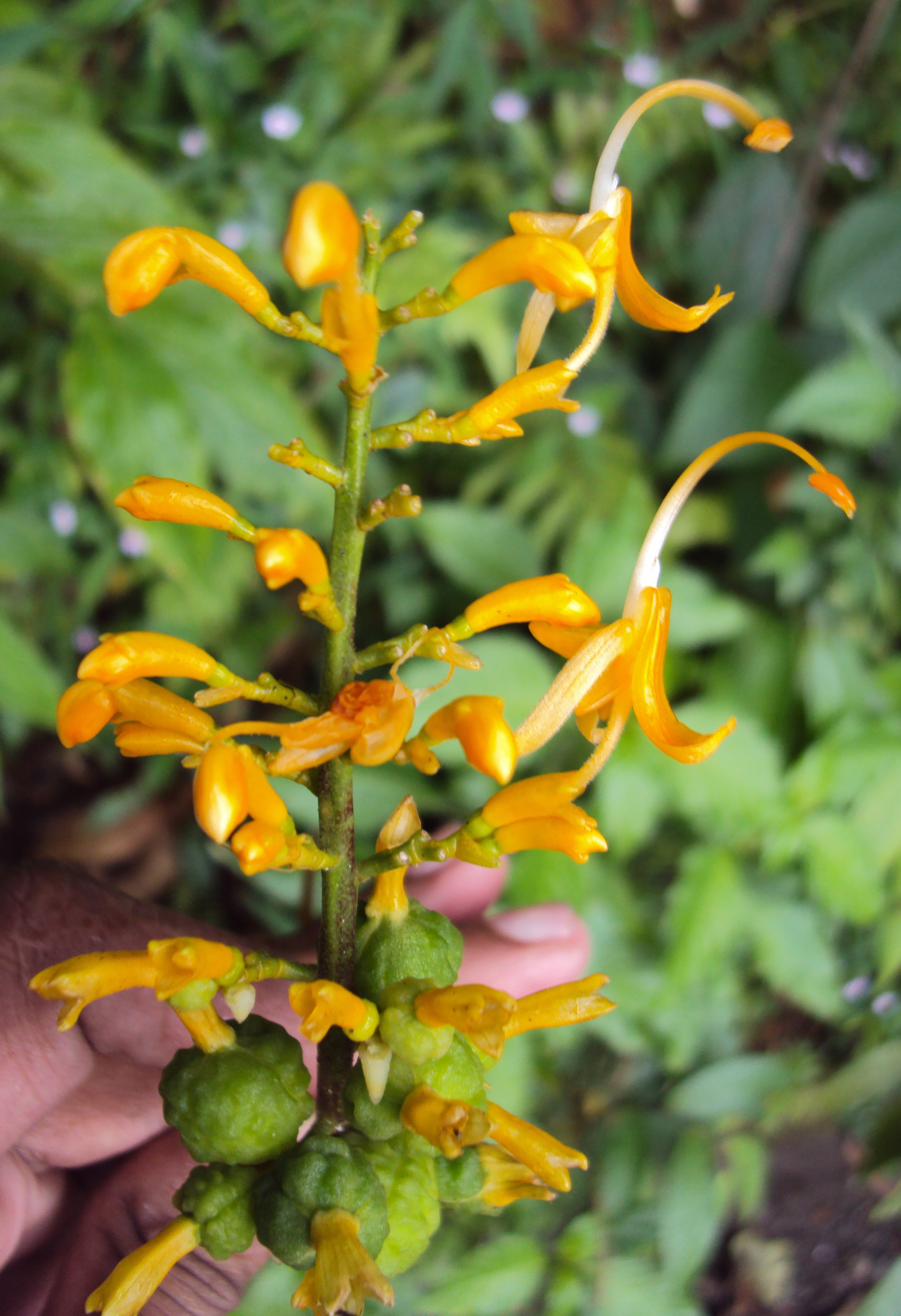
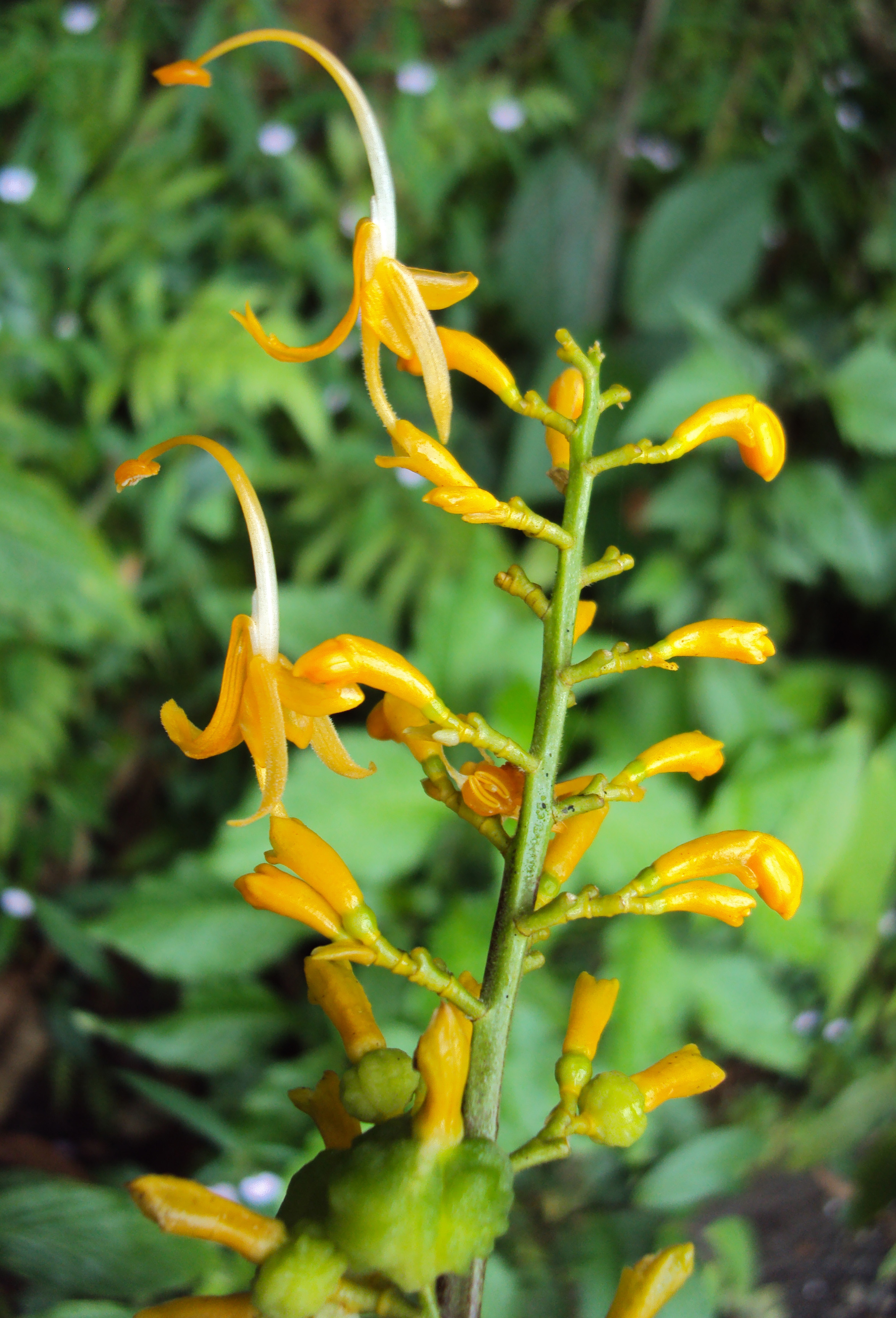